# 新子安
新子安（しんこやす）は、横浜市神奈川区の町名。現行行政地名は新子安一丁目及び新子安二丁目。住居表示が実施されている。

## 地理
神奈川区東部に位置する。南側が一丁目、北側が二丁目で、境に第二京浜国道が通る。町内は戸建て住宅・マンションや臨海部に工場を置く企業の社宅・社員寮が多く、一丁目の日産グラウンド跡にはマンションが建設されている。一丁目南端はJR京浜東北線等の線路に面する。新子安駅近くには2000年（平成12年）に、40階建ての高層賃貸マンションを含む再開発施設「オルトヨコハマ」が開業した。

### 面積
面積は以下の通りである。
| 町名         | 面積（km²） |
| ------------ | ----------- |
| 新子安一丁目 | 0.228       |
| 新子安二丁目 | 0.076       |
| 計           | 0.304       |

### 地価
商業地の地価は、2025年（令和7年）1月1日の公示地価によれば、新子安一丁目33-23の地点で40万5000円/m²となっている。

## 歴史
古くは橘樹郡子安村の一部で、1911年（明治44年）に横浜市に編入、横浜市子安町の一部となる。1936年（昭和11年）11月1日、子安町字溝下・打越・神之木の各一部から新子安を新設。近隣に京浜電気鉄道新子安駅（現在の京急本線京急新子安駅）が存在しており、地元に定着していた通称から地名が採られた。1953年（昭和28年）12月15日に土地区画整理事業に伴い、子安台の一部を編入、1966年5月1日に住居表示実施に伴い新子安・子安台・神之木台の各一部もって新子安一丁目・新子安二丁目を新設。
1999年（平成11年）3月1日、土地区画整理事業に伴い、入江一丁目の一部を新子安一丁目に編入。

## 世帯数と人口
2025年（令和7年）6月30日現在（横浜市発表）の世帯数と人口は以下の通りである。
| 町名         | 世帯数    | 人口    |
| ------------ | --------- | ------- |
| 新子安一丁目 | 2,932世帯 | 5,859人 |
| 新子安二丁目 | 1,135世帯 | 2,357人 |
| 計           | 4,067世帯 | 8,216人 |

### 人口の変遷
国勢調査による人口の推移。
| 年                 | 人口  |
| ------------------ | ----- |
| 1995年（平成7年）  | 3,386 |
| 2000年（平成12年） | 3,341 |
| 2005年（平成17年） | 5,209 |
| 2010年（平成22年） | 5,604 |
| 2015年（平成27年） | 7,328 |
| 2020年（令和2年）  | 7,859 |

### 世帯数の変遷
国勢調査による世帯数の推移。
| 年                 | 世帯数 |
| ------------------ | ------ |
| 1995年（平成7年）  | 1,744  |
| 2000年（平成12年） | 1,751  |
| 2005年（平成17年） | 2,649  |
| 2010年（平成22年） | 2,938  |
| 2015年（平成27年） | 3,661  |
| 2020年（令和2年）  | 3,831  |

## 学区
市立小・中学校に通う場合、学区は以下の通りとなる（2024年11月時点）。
| 町名         | 街区 | 小学校             | 中学校               |
| ------------ | ---- | ------------------ | -------------------- |
| 新子安一丁目 | 全域 | 横浜市立子安小学校 | 横浜市立浦島丘中学校 |
| 新子安二丁目 | 全域 | 横浜市立子安小学校 | 横浜市立錦台中学校   |

## 事業所
2021年（令和3年）現在の経済センサス調査による事業所数と従業員数は以下の通りである。
| 町名         | 事業所数  | 従業員数 |
| ------------ | --------- | -------- |
| 新子安一丁目 | 127事業所 | 3,315人  |
| 新子安二丁目 | 24事業所  | 177人    |
| 計           | 151事業所 | 3,492人  |

### 事業者数の変遷
経済センサスによる事業所数の推移。
| 年                 | 事業者数 |
| ------------------ | -------- |
| 2016年（平成28年） | 139      |
| 2021年（令和3年）  | 151      |

### 従業員数の変遷
経済センサスによる従業員数の推移。
| 年                 | 従業員数 |
| ------------------ | -------- |
| 2016年（平成28年） | 3,259    |
| 2021年（令和3年）  | 3,492    |

## 施設
- 横浜市立子安小学校
- 横浜新子安郵便局
- オルトヨコハマ
- 相鉄ローゼンオルト新子安店
- オーケー新子安店

## その他

### 郵便番号
- 221-0013[3]（集配局：神奈川郵便局[23]）

### 警察
町内の警察の管轄区域は以下の通りである。
| 街区 | 警察署       | 交番     |
| ---- | ------------ | -------- |
| 全域 | 神奈川警察署 | 入江交番 |